# Паркер Пайн
Паркер Пайн (англ. Parker Pyne) - персонаж творів англійської письменниці Агати Крісті;  приватний детектив, з'являється у трьох збірках: «Розслідує Паркер Пайн», «Таємниця регати та інші розповіді» і «Проблеми у Пол'єнсі та інші історії». Клієнтів Пайн знаходить завдяки своєму оголошенню в газеті, що незмінно говорить: «Чи щасливі ви? Якщо ні — звертайтеся до містера Паркера Пайна, Ричмонд-стріт, 17».

## Про персонажа
Авторка дуже мало розповідає про минуле й приватне життя Пайна. Усе, що знає читач, це те, що його повне ім'я Кристофер Паркер Пайн, що він колишній державний службовець, що займався статистикою і пішов у відставку. Сам Пайн називає себе «детективом душі».

## Оповідання про Паркера Пайна
- Справа Дами середнього віку (англ. The Case of the Middle-Aged Wife)
- Справа незадоволеного військового (англ. The Discontented Soldier)
- Розповідь про схвильовану даму (англ. The Case of the Distressed Lady)
- Справа про незадоволеного чоловіка (англ. The Case of the Discontented Husband)
- Випадок із клерком (англ. The Case of the City Clerk)
- Випадок з багатою дамою (англ. The Case of the Rich Lady)
- Чи все у вас є, що ви бажаєте? (англ. Have You Got Everything You Want)
- Двері Багдада (англ. The Gate of Baghdad)
- Будинок у Ширазе (англ. The House of Shiraz)
- Коштовна перлина (англ. The Pearl of Price)
- Дельфийський оракул (англ. The Oracle of Delphi)
- Таємниця регати {англ. The Regatta Mystery)
- Турбота в бухті Пол'енса (англ. The Problem at Pollensa Bay)